# Beth Anderson
Beth Anderson (Lexington, 3 de enero de 1950) es una compositora neorromántica estadounidense. Es conocida en su campo por sus swales, una forma musical que inventó a partir de collages y muestras de música recién compuesta en lugar de música existente. En 1995, le dijo a un periodista de The New York Times que había bautizado esta forma basándose en esta definición de la palabra: "Un swale es una pradera o marisma donde se juntan muchas cosas silvestres".

## Trayectoria
Anderson nació en Lexington, Kentucky en 1950 y creció en Mount Sterling, Kentucky. Sus padres, Marjorie y Sidney Anderson, la animaron a dedicarse a la música. Comenzó a tocar el piano cuando era niña y poco después comenzó a componer. A los 14 años comenzó a estudiar piano con la compositora Helen Libscomb, que le enseñó las reglas del contrapunto, lo que le permitió componer música tradicional minimalista. Durante sus dos últimos años de secundaria comenzó a componer música en serie, aprendiendo de forma autodidacta.
Asistió a la Universidad de Kentucky después de graduarse de la escuela secundaria. Después de dos años allí, se trasladó a la Universidad de California en Davis, donde completó su licenciatura. Posteriormente, recibió su Master en Bellas Artes en Interpretación de Piano. Poco antes de completar ese grado, su pieza Peachy Keen-O se interpretó en Mills College. Bob Ashley, director del Mills College Center for Contemporary Music, al escuchar la actuación, la instó a quedarse allí y estudiar. Allí completó su master en composición. Estudió con los compositores John Cage, Terry Riley, Robert Ashley y Larry Austin, entre otros.
En California, Anderson se hizo conocida como una de las más destacadas "compositoras, críticas y poetas feministas de vanguardia". Se casó con el autor de libros de informática Elliotte Rusty Harold el 28 de julio de 1995, un año después de conocerse en una cena organizada por el Grupo de Usuarios de Macintosh de Nueva York. En 1995, el The New York Times publicó un reportaje sobre la boda de Harold en el que la calificaba de anticuada y convencional y observaba: "Se ríe a menudo, tan ligeramente como las campanas de viento. Y, sin embargo, escucha al grupo Megadeth cuando limpia su apartamento".

## Discografía
- Feminae in Musica (Feminae Records, 2007)
  - Tale One
  - Tale Three
  - Belgian Tango
    - Interpretado por: Aleksandra Maslovaric (violín), Tania Fleischer (piano)